# Václav Ventura
Václav Ventura (* 12. října 1951) je český řeckokatolický duchovní a vysokoškolský pedagog, někdejší první vedoucí Centra dějin české teologie při Katolické teologické fakultě Univerzity Karlovy v Praze. Zabývá se patrologií a monastickou teologií.

## Život
Po maturitě pracoval jako zdravotní zřízenec. V letech 1970-1982 studoval postupně teologii na Cyrilometodějské bohoslovecké fakultě v Litoměřicích a následně studia dokončoval na Komenského evangelické bohoslovecké fakultě v Praze, kde v roce 1982 složil státní závěrečné zkoušky. V této době byl také vysvěcen na řeckokatolického kněze ve společenství skryté církve Koinótés. V téže době redigoval (tehdy ještě ilegální) časopis Teologické texty.
Po roce 1990 začal vyučovat na Univerzitě Karlově a také byl zařazen do kléru Apoštolského exarchátu řeckokatolické církve v České republice. Začal učit lékařskou etiku v Ústavu pro humanitní studia v lékařství při 1. LF UK. Stal se rovněž oblátem benediktinského opatství Panny Marie, sv. Jeronýma a slovanských patronů v Emauzích (OblSB). 
Roku 1997 obhájil na Evangelické teologické fakultě disertační práci na téma De votis monasticis. Elementa biblica et philosophica. V roce 2001 se habilitoval na Cyrilometodějské teologické fakultě Univerzity Palackého v Olomouci s prací Jan Evangelista Urban. Sonda do české teologie a spirituality. V témže roce začal přednášet patrologii a dějiny teologie na Katolické teologické fakultě Univerzity Karlovy v Praze.
Věnuje se dlouhodobě tématu pravoslavného mnišství na hoře Athos, zejména osobnosti starce Josefa Hesychasty a jeho žáků. Jakožto biritualista má právo sloužit bohoslužby v západním i východním ritu. V duchovní správě působil nějaký čas při kostelíku sv. Kosmy a Damiána v Emauzích (kde byl prvním řeckokatolickým rektorem), později začal pravidelně vypomáhat v západním ritu při kostele sv. Josefa na Malé Straně a příležitostně v opatském kostele v Emauzích.

## Dílo

### Monografie
- 2001 Jan Evangelista Urban: sonda do dějin české teologie a spirituality. ISBN 80-85959-77-1
- 2006 – 2010 Spiritualita křesťanského mnišství (3 díly). ISBN 978-80-86882-02-4
- 2008 Chronický pacient a postižení, ETF UK, příručka, manuál.
- 2018 Dej krev a získáš Ducha : životní příběh a duchovní odkaz athoského starce Josefa Hesychasty. ISBN 978-80-7465-315-5
- 2021 Starec a slzy – Efrém z Katunakie : životní příběh a duchovní inspirace. ISBN 978-80-7465-481-7

### Spoluautorství
- 2001 Základy filosofie, etiky - základy společenských věd pro střední školy

### Články
- Otázky duchovního života (pseudonym Vjačeslav Arutnev, Hlas pravoslaví 10/1978)[1]
- Starec Silván (pseudonym Vjačeslav Arutnev, Hlas pravoslaví 5/1980)[1]
- Učení sv. Basila o postu (pseudonym Serafim, Hlas pravoslaví 5/1981)[1]
- Eliáš v raném mnišství
- Therapeuti - Filón Alexandrijský
- Ioannes Cassianus - pojetí milosti
- Milost v pojetí prvních mnichů
- Eklesiologie Jana Evangelisty Urbana, OFM
- Raná církev a heretická hnutí (rozhovor pro Katolický týdeník)
- Charisma a instituce - kněžství pro nové tisíciletí. K výročím Jana Evang. Urbana
- Tvář křesťanské východní spirituality (Teologické texty 3/1996)
- Katolické církve východního obřadu u nás (Teologické texty 4/2001)
- První pokusy o sebereflexi mnišského fenoménu. Dva pohledy. (Studia theologica 1/2002)
- Řeckokatolická církev a Pavol Gojdič (Teologický sborník 4/2002)
- Osm zdrojů duchovní nestability podle mnišské tradice. AKÉDIA v pojetí Evagria a Jana Kasiána (Teologické texty 5/2003)
- Východní křesťanství. Oriental Christianity. (Dingir, 2/2004)
- Manželské kněžství (Teologické texty 1/2007)
- Tichost Ježíšova srdce - dionysovská variace (Theologica et Philosophica, 11/2008)
- Patrologie dnes (Církevní dějiny 2-3/2009)